# فرودگاه وودستاک (نیوبرانزویک)
فرودگاه وود استوک (نیوبرانزویک) (به انگلیسی: Woodstock Airport (New Brunswick)) یک فرودگاه همگانی است . این فرودگاه در کشور ایالات متحده آمریکا قرار دارد و در ارتفاع ۱۴۷ متری از سطح دریا واقع شده‌است.